# Trombitás hattyú

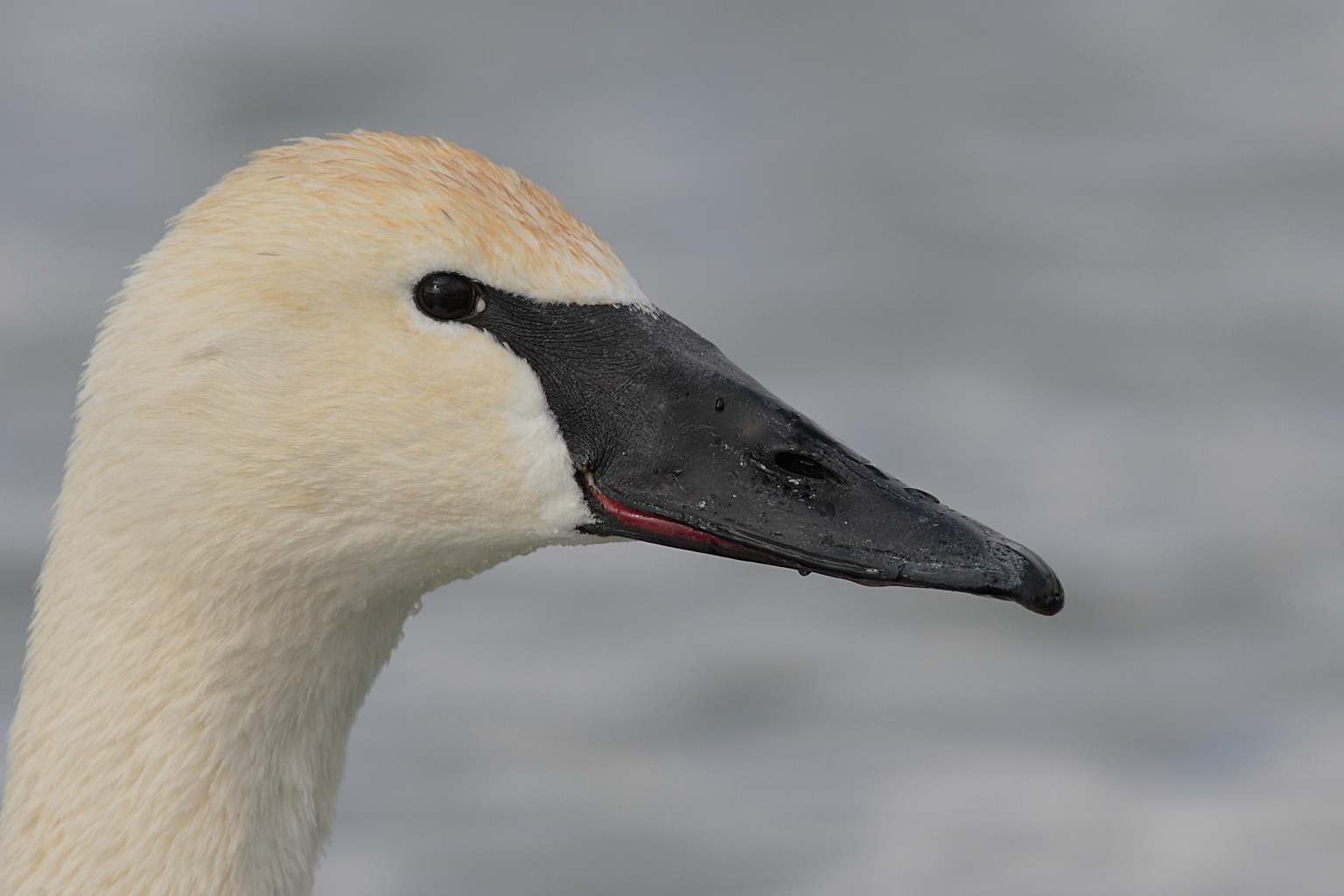
Portré

A trombitás hattyú (Cygnus buccinator) a madarak osztályának a lúdalakúak (Anseriformes) rendjébe, ezen belül a récefélék (Anatidae) családjába tartozó faj.

## Megjelenése
A trombitás hattyú a récefélék családjának legnagyobb testű tagja.
Hossza 158-180 centiméter, fesztávolsága 203-210 centiméteres, testtömege 7,7-12,7 kilogramm. Súlya valamennyivel kevesebb, mint a bütykös hattyúé (Cygnus olor), de még így is az egyik legnagyobb testű, még röpképes madár és Észak-Amerika egyik legnagyobb madara. A tojó kisebb a hímnél.
Tollazata fehér, nagyon hasonlít a többi északi féltekén élő hattyúfajra. Feje és nyak néha rozsdás árnyalatú, amely az élőhelyét jelentő vizek magas vastartalma miatti elszíneződés miatt alakul ki.
Testméretén kívül a fő elkülönítő bélyeg a másik észak-Amerikában előforduló fajtól, a kis hattyútól (Cygnus bewickii) csőrének színe. Ez a trombitás hattyúnál teljesen fekete, nincs benne sárga rész. A szeme körüli, apró kiterjedésű csupasz bőrfelület is fekete.
A fiatal egyedek szürkés színűek, csak ivarérettségük elérése után öltenek először fehér tollruhát.

## Elterjedése, élőhelye
Észak-Amerikában honos. Eredetileg Észak-Amerika nagy részén elterjedt faj volt. Eredeti elterjedési területe Alaszkától délre Ontarióig és Missouri állam északi részéig terjedt.
Egy nyugati populációja Alaszkában, valamint Kanada Yukon és Brit Columbia tartományában költ, telelni pedig egy keskeny sávba jár Alaszka és Oregon között.
Egy másik populációja a Sziklás-hegységtől keletre költ, Kanada nyugati részén (az Északnyugati területeken és Saskatchewan  tartományban), valamint az Amerikai Egyesült Államok északi részén, a Yellowstone Nemzeti Parkban. Az ehhez  a populációhoz tartozó egyedek Idaho és Wyoming államban telelnek.
Eredeti elterjedési területének már sok részéről kihalt vagy nagyon megritkult. 
Az Egyesült Államokban sok helyre visszatelepítették. Ezek a madarak nem vonulnak, télen-nyáron költőhelyükön maradnak.
A trombitás hattyú nagy tavakon, vagy lassú folyású folyók partján él. Csak nagy kiterjedésű vizeken tud megmaradni, mert nagy teste miatt legalább 100 méteren kell a vízen szaladnia, szárnyaival csapkodva, hogy fel tudjon szállni.

## Életmódja
A trombitás hattyú, mint a hattyúk általában elsősorban növényevő faj.
Táplálékuk vízinövények részeiből és magvaiból áll, melyeket hosszú nyakuk segítségével egészen mélyről is össze tudja gyűjteni. olykor a vízben fejre is áll táplálékkeresés közben. Telelőterületein főleg füveket fogyaszt, de olykor rájár a gabonavetésekre is. 
Állati eredetű táplálékot - így vízirovarokat, férgeket, apró kétéltűeket csak a fiatal madarak fogyasztanak. Életük második vagy harmadik hónapjában állnak át a növényi kosztra.
A még párba nem állt fiatal hattyúk életük első éveikben kis csapatokat alkotnak és egy-egy költőpárok által nem használt vízfelületen töltik a nyarat.

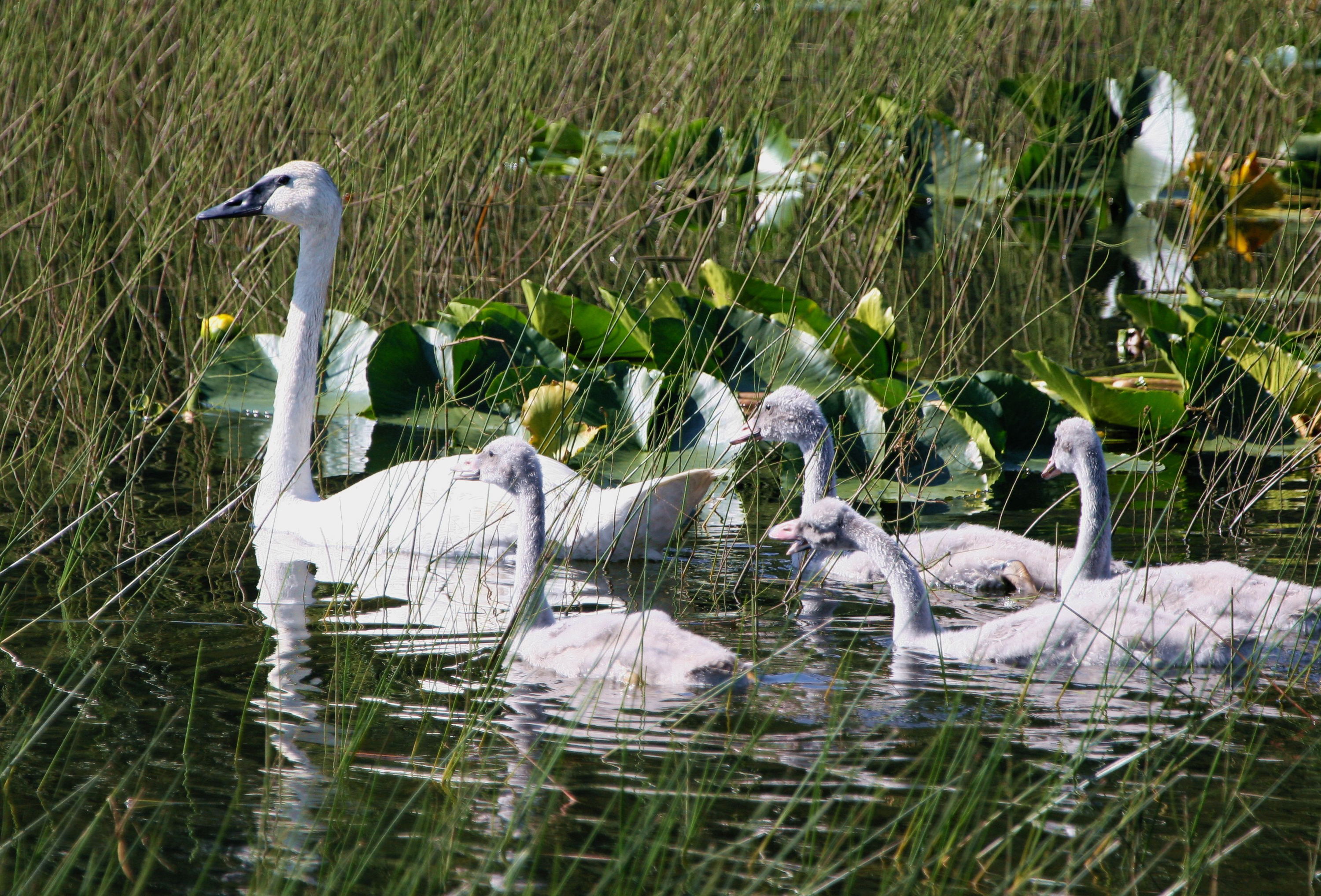
Trombitás hattyú és fiókái

Vedlési időszaka nyár végén, ősz elején van, júniustól szeptemberig. Ezalatt a 30-35 nap alatt a hattyúk kihullatják összes szárnyevezőtollaikat, így röpképtelenné válnak. A tojó röviddel a kotlás után vedlik, a hím csak mintegy hónap múlva, mikorra a tojó újra tud repülni.
A természetes körülmények között élő madarak vonulók, télen elterjedési területük déli részeire vonulnak. Jellegzetes V alakban vonulnak a csapatok.

## Szaporodása
Mint a hattyúk mindegyike, ez a faj is monogám, hosszú távú párkapcsolatban él.
Április végén, május elején keresi a költőpár az ideális fészkelőhelyet. Általában tavalyi fészküket keresik fel és újítják meg, újat csak annak megsemmisülése esetén építenek.
Növényi anyagokból álló, nagy méretű fészket készít, fészekalja 6-9 tojásból áll. Olykor elhagyott hódvárak tetején is költhet.
A tojó naponta egy tojást rak, csak az utolsó lerakása után áll neki költeni. A tojások 32 nappal a költés megkezdése után kelnek ki. Szürke pehelyruhás fiókái fészekhagyók, kikelésük után rögtön tudnak úszni. Röpképességüket csak 3-4 hónapos korukban érik el.

## Képek

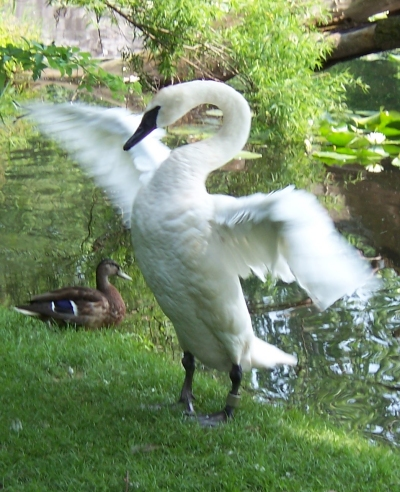
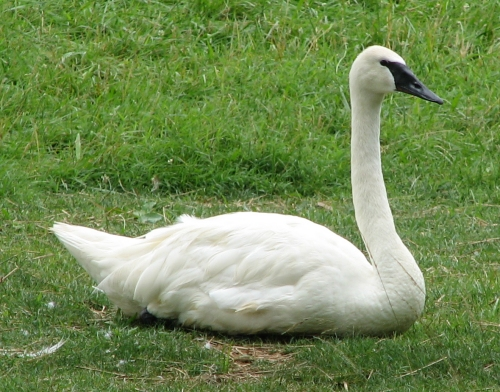
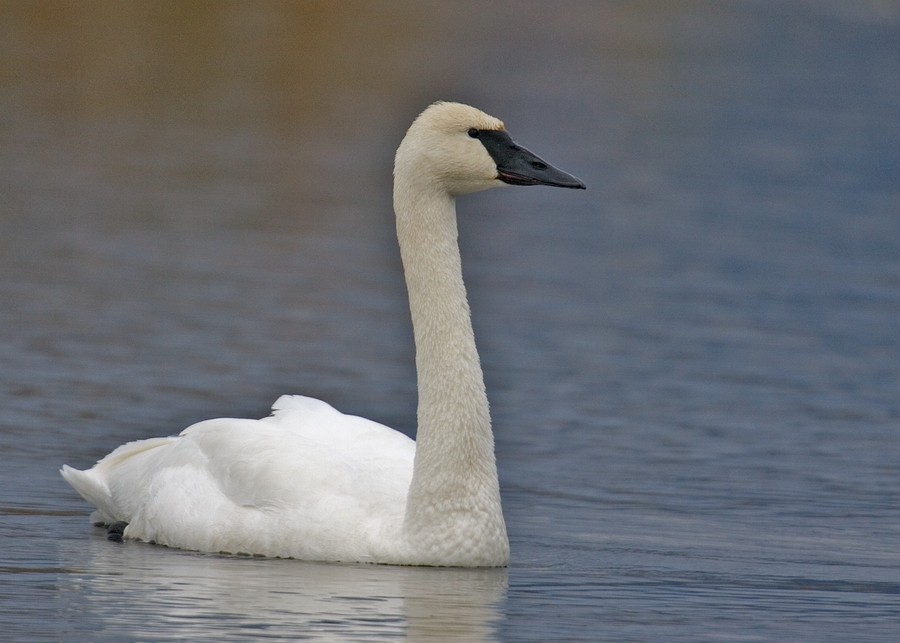
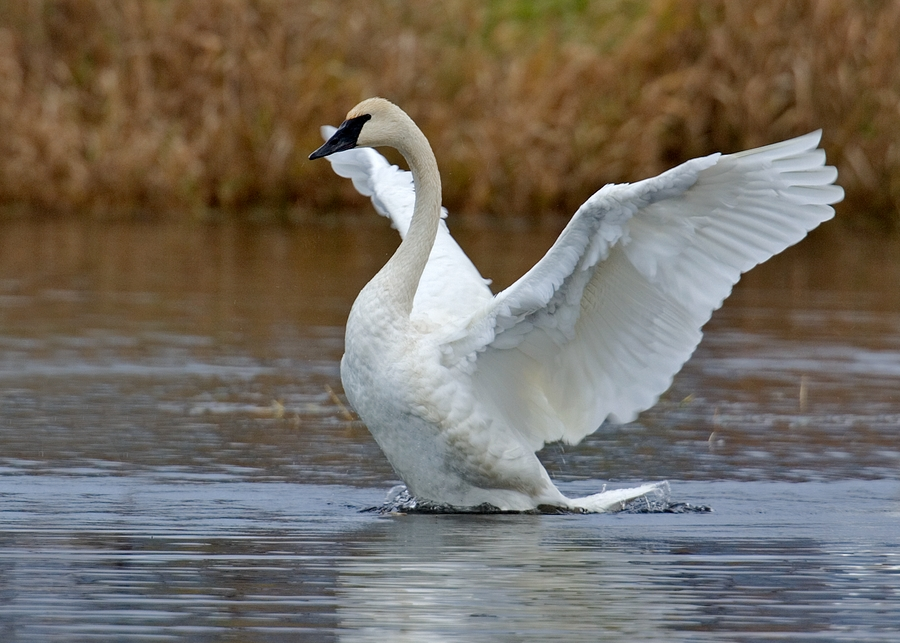
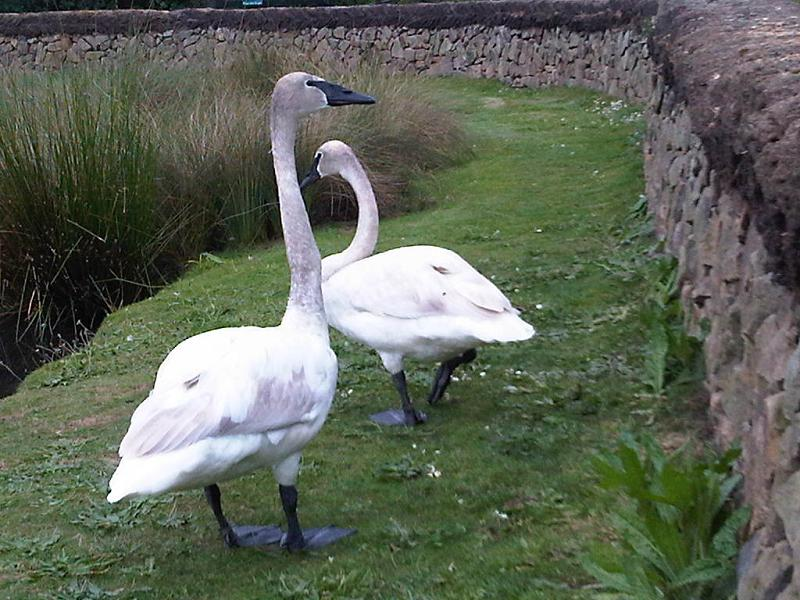

## Fordítás
Ez a szócikk részben vagy egészben  a   Trompeterschwan című német Wikipédia-szócikk ezen változatának fordításán alapul.  Az eredeti cikk szerkesztőit annak laptörténete sorolja fel. Ez a jelzés csupán a megfogalmazás eredetét és a szerzői jogokat jelzi, nem szolgál a cikkben szereplő információk forrásmegjelöléseként.